# Моше Аренс
Моше́ А́ренс (івр. משה ארנס; 27 грудня 1925 — 7 січня 2019) — ізраїльський авіаційний інженер, вчений, колишній дипломат та політик. Він також був членом правління правлячої партії «Лікуд», тирчі міністром оборони та міністром закордонних справ Ізраїлю. Обіймав посаду посла Ізраїлю в США.